# (5348) Kennoguchi
(5348) Kennoguchi es un asteroide perteneciente al cinturón de asteroides, descubierto el 16 de enero de 1988 por Takuo Kojima desde la Estación Chiyoda, Japón.

## Designación y nombre
Designado provisionalmente como 1988 BB. Fue nombrado Kennoguchi en honor al alpinista y activista ambiental japonés Ken Noguchi. En el año 1999 alcanzó la cima del monte Everest y se convirtió en la persona más joven del mundo (en ese momento) en escalar las montañas más altas de cada uno de los siete continentes.

## Características orbitales
Kennoguchi está situado a una distancia media del Sol de 2,793 ua, pudiendo alejarse hasta 3,272 ua y acercarse hasta 2,314 ua. Su excentricidad es 0,171 y la inclinación orbital 7,062 grados. Emplea 1705,20 días en completar una órbita alrededor del Sol.

## Características físicas
La magnitud absoluta de Kennoguchi es 12,7. Tiene 15,17 km de diámetro y su albedo se estima en 0,07. Está asignado al tipo espectral Ch según la clasificación SMASSII.